# Rue Jean-Baptiste-Merly
La rue Jean-Baptiste-Merly (en occitan : carrièra Josèp Merlin) est une voie de Toulouse, chef-lieu de la région Occitanie, dans le Midi de la France.

## Situation et accès

### Description
La rue Jean-Baptiste-Merly est une voie publique. Elle se trouve dans le quartier Arnaud-Bernard, dans le secteur 1 - Centre.
Longue de 214 mètres, elle a un parcours particulièrement tortueux. Elle naît au nord de la place Saint-Sernin, face au chevet de la basilique de ce nom. La rue, orientée d'abord au nord-est, oblique au nord-ouest, jusqu'à un carrefour qu'elle forme avec la rue Saint-Charles, qu'elle reçoit à gauche, et la rue Pouzonville, à laquelle elle donne naissance à droite. Elle se poursuit encore sur 92 mètres jusqu'au carrefour des boulevards d'Arcole et de Strasbourg. Elle est prolongée au nord par la rue de la Concorde, qui débouche sur le boulevard Matabiau et le canal du Midi.
La chaussée compte une voie de circulation automobile en sens unique, des boulevards d'Arcole et de Strasbourg vers la place Saint-Sernin. La première partie de la rue, entre le carrefour de la rue Saint-Charles et la place Saint-Sernin, est définie comme une voie piétonne, la circulation y est réglementée et la vitesse limitée à 6 km/h. La deuxième partie de la rue, entre le carrefour de la rue Saint-Charles et les boulevards, appartient à une zone de rencontre et la vitesse y est limitée à 20 km/h. Il n'existe ni bande, ni piste cyclable, quoiqu'elle soit à double-sens cyclable sur toute sa longueur.

### Voies rencontrées
La rue Merly rencontre les voies suivantes, dans l'ordre des numéros croissants (« g » indique que la rue se situe à gauche, « d » à droite) :
1. Place Saint-Sernin
2. Rue Saint-Charles (g)
3. Rue Pouzonville (d)
4. Boulevard d'Arcole (g)
5. Boulevard de Strasbourg (d)

### Transports

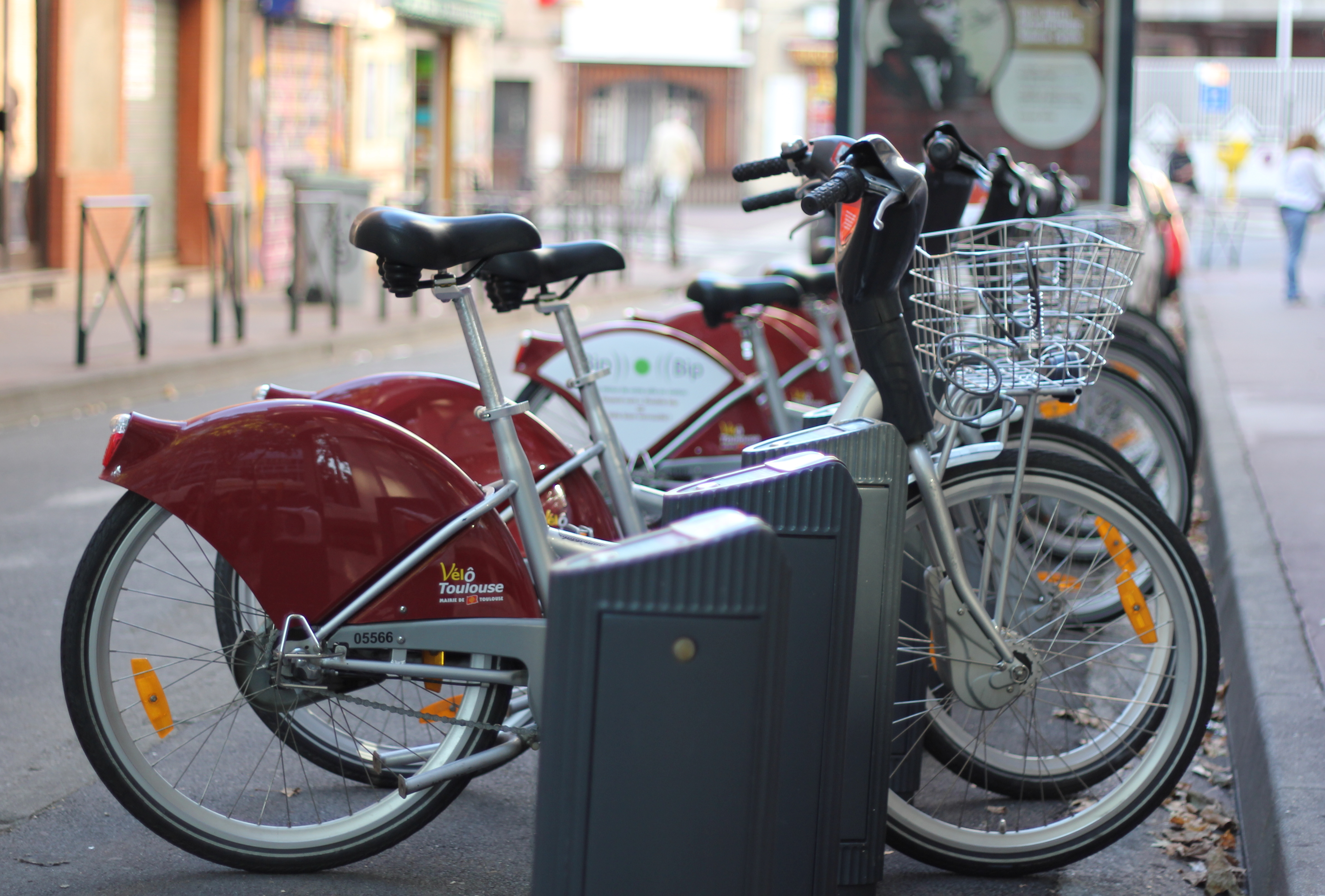
La station VélôToulouse no 57.

La rue Jean-Baptiste-Merly n'est pas directement desservie par les transports en commun Tisséo. Elle débouche cependant sur les boulevards d'Arcole et de Strasbourg, parcourus par les lignes de Linéo L1 et de bus 14294570. Plus loin, à proximité de la place Jeanne-d'Arc, se trouvent également la station de métro du même nom, sur la ligne de lignes de métro , ainsi que les arrêts des lignes de Linéo L9 de bus 152339Aéroport et de la navette Ville.
Il existe plusieurs stations de vélo en libre service VélôToulouse le long de la rue Jean-Baptiste-Merly ou des voies les plus proches : les stations no 56 (1 rue Merly), no 57 (15 rue Merly) et no 58 (4 rue de la Concorde).

## Odonymie
Le nom de la rue rend hommage à Jean-Baptiste (Joseph) Merly (1828-1885). Né à Toulouse, 38 rue Montoulieu-Vélane, d'un père brasseur originaire de Montesquieu-Volvestre, il se consacre au chant et finit ses études au conservatoire de Paris. À l'opéra de Paris, il participe à la création de la Corbeille d'oranges de Daniel Auber en 1851, du Juif errant de Fromental Halévy en 1852, de la Nonne sanglante de Charles Gounod en 1854. En 1855, il reprend le rôle-titre de Charles VI d'Halévy : il est évincé pour avoir, lors d'une représentation, chanté l'air « Mort au tyran, jamais, jamais en France / Un assassin ne règnera » en menaçant de son poing la loge impériale de Napoléon III. À cette date, il commence des tournées en province à Lyon, Marseille et Bordeaux, puis à l'étranger, en Italie, en Espagne, en Belgique, en Allemagne ou encore en Russie. Revenu à Toulouse, il est directeur du théâtre du Capitole de 1882 à sa mort, en 1887, à son domicile du 7 rue Lakanal.
Les mentions les plus anciennes de la rue, au XIIIe siècle, la désignent comme la rue du Pla-Vidal-Guilhem, sans doute d'un personnage de ce nom qui y possédait un pré (pla en occitan) : carraria Plani Vitalis Guillelmi dans les textes latins, carrièra del Pla Vidal Guilhem dans les textes occitans. À partir du XVe siècle, elle devient la rue du Vent (carrièra del Vent en occitan), qui se transforme en rue des Vents, puis des Treize-Vents, à partir du siècle suivant. L'origine de ces noms est obscure : si la première dénomination reste inexpliquée, Pierre Salies voit dans la déformation des « treize vents » la trace d'une expression locale qui désigne une personne riche, qui possède des biens plus qu'elle n'en a besoin. En 1794, pendant la Révolution française, on donne à la rue le nom de rue des Législateurs, pour honorer les députés de la Convention nationale, mais il ne subsiste pas. Finalement, c'est en 1897 que la municipalité radicale d'Honoré Serres décide d'attribuer le nom de Merly à la vieille rue des Treize-Vents.

## Histoire
Le N°5 bis n'existe plus il était une dépendance de la caserne Clauzel abritant le foyer du soldat de 1929 à au moins 1940,.

## Patrimoine et lieux d'intérêt

### Bourse du travail
- no  1-3 : Bourse du travail[6].

### Établissements scolaires
- no  5 : école maternelle Merly. 
L'école maternelle Merly est installée dans un immeuble du XVIIe siècle. Elle se compose d'un corps de bâtiment sur rue et de deux ailes en retour, qui encadrent la cour intérieure. La façade sur rue, de style classique, a été remaniée. La porte est surmontée d'une corniche et de l'inscription "Ecole maternelle Merly", peinte dans un cadre en brique. Au 1er étage, les fenêtres sont également surmontées d'une fine corniche[7].

- no  7-9 : lycée Ozenne. 
Le séminaire Saint-Charles, destiné à l'enseignement et à la formation des prêtres, est établi en 1738 par Antoine de Calvet et confié à la Compagnie des prêtres de Saint-Sulpice. Les bâtiments sont complètement remaniés dans la deuxième moitié du XVIIIe siècle et plusieurs corps de bâtiment sont élevés entre la rue Merly et la rue Saint-Charles. Après la Révolution française, les bâtiments accueillent une caserne, affectée à l'infanterie et connue comme la caserne Saint-Charles, puis Clauzel. En 1949, l'armée quitte les lieux, qui abrite dès lors un lycée de jeunes filles, le lycée Clauzel, rapidement renommé Raymond-Naves puis, en 1962, lycée Ozenne[N 2]. 
L'édifice s'organise autour d'une grande cour centrale. Les bâtiments du séminaire formant initialement un U ont été complétés par de nouveaux corps de bâtiment qui ferment la cour du côté de la rue Merly[8].

- no  18-20 : Institution Sainte-Marie-de-Nevers. 
Le collège Saint-Bernard est construit pour les religieux cisterciens entre 1281 et 1294. En 1793, la manufacture de faïence Fouque et Arnoux s'y installe. En 1849, les Jésuites y aménagent le collège Sainte-Marie et entreprennent de grands travaux, dont subsistent l'ancienne chapelle. En 1892, le chanoine Albouy, curé de la basilique Saint-Sernin, ouvre dans les bâtiments de la rue Merly (actuel no 18), grâce à une souscription auprès des fidèles, l'école Saint-Jude, confiée aux Frères des écoles chrétiennes. Ceux-ci avaient effectivement été expulsés de l’école qu’il dirigeaient près de la place Saint-Sernin. À cette date, une nouvelle campagne de travaux est menée par l’architecte Jacques Lacassin. C'est à la même époque, en 1895, que la chapelle reçoit des vitraux. Le portail sur la rue Merly est, quant à lui, réalisé quelques années plus tard, par le même architecte, en 1902. Au milieu du XXe siècle, de nouveaux travaux permettent la construction de nouveaux corps de bâtiment autour de la cour. Dans les années 1970, l'école et le collège Saint-Jude passent sous la tutelle diocésaine. En 1990, l'établissement fusionne avec deux autres collèges privés du centre-ville, L'Immaculée Conception et Sainte-Barbe, et devient l'Institution Saint-Sernin. En 2000, il est confié aux Sœurs de la charité de Nevers et devient école et collège Sainte-Marie-de-Nevers[9].

### Immeubles
- no  16 : établissement de bienfaisance Saint-Vincent-de-Paul[10].
- no  17 : immeuble[11].